# Лямуши, Сабри
Сабри́ Лямуши́ (фр. Sabri Lamouchi; род. 9 ноября 1971, Лион) — французский футболист тунисского происхождения, игравший на позиции полузащитника; тренер.

## Игровая карьера
Сабри Лямуши начал свою карьеру в возрасте 6-ти лет в клубе «Лион-Дюшер», там он играл четыре года, по прошествии которых перешёл в клуб «Касколь-Уйинс». Через восемь лет Лямуши перешёл в молодёжный состав команды «Олимпик» Алес, где через год дебютировал в первой команде клуба в матче Кубка Франции против его бывшего клуба «Лион-Дюшера», в котором забил красивый гол. В 1994 году Ги Ру, главный тренер «Осера», предложил Лямуши перейти в его команду. Лямуши быстро стал игроком основы «Осера», а в 1996 году оформил вместе с клубом победный «дубль», выиграв чемпионат и Кубок Франции. В том же году Лямуши поступило приглашение в сборную Туниса, но во время матчей национальной тунисской сборной Лямуши всегда оставался на скамейке запасных, это привело к тому, что игрок принял решение выступать за французскую сборную. В 1998 году Лямуши был в расширенном списке кандидатов на поездку на домашний для Франции чемпионат мира, но в окончательную заявку не попал. Несмотря на это, клуб «Монако» предложил игроку перейти в их команду, там он провёл два сезона, во втором из которых выиграл свой второй чемпионский титул.
В 2000 году Лямуши перешёл в итальянский клуб «Парма», там он остался на три сезона, во втором из которых выиграл Кубок Италии. Отличные выступления за «Парму» привели к интересу к Лямуши со стороны гранда Серии А, клуба «Интер Милан», но переход туда стал для француза ошибкой: 32-летний футболист уже не мог соответствовать классу игры миланского суперклуба, а потому часто оказывался на скамье запасных. После сезона в «Интере» Лямуши был отдан в аренду в клуб Серии В «Дженоа», где сразу стал лидером, хотя и пропустил несколько матчей из-за травмы. В 2005 году Лямуши вернулся на родину, перейдя в клуб «Олимпик» Марсель, в котором стал игроком основы и даже дошёл до финала Кубка Франции, где команда Лямуши проиграла 1:2 «Пари Сен-Жермен». 18 сентября 2006 года Лямуши попросил клуб разорвать с ним контракт, по причинам личного характера, которые Лямуши отказался назвать, сказав лишь, что они касаются только его самого.
Через несколько дней после ухода из «Марселя» Лямуши подписал контракт с катарским клубом «Эр-Райян». Забил гол в первом же матче за этот клуб. В 2007 году Лямуши перешёл в другую катарскую команду — «Умм-Салаль», в которой провёл два сезона. В январе 2009 года Лямуши перешёл в клуб «Аль-Харитият», подписав контракт до конца сезона. Через полгода он завершил игровую карьеру.

## Тренерская карьера
В 2009 году Лямуши получил диплом тренера. 28 мая 2012 года он был назначен на пост главного тренера сборной Кот-д’Ивуара, сменив на этом посту Франсуа Зауи. Со сборной добился выхода в 1/4 финала Кубка африканских наций 2013 и попадания в финальную стадию чемпионата мира 2014 года. На чемпионате мира сборная Кот д’Ивуара не смогла выйти из группы, проиграв в решающем матче команде Греции. После окончания турнира Лямуши покинул пост тренера.
С декабря 2014 года по июнь 2017 года Лямуши тренировал катарский клуб «Аль-Джаиш». На второй год работы с ним он выиграл Кубок наследного принца Катара.
8 ноября 2017 года Лямуши вернулся во Францию, возглавив «Ренн» после отставки Кристиана Гуркюффа. Он заключил с клубом контракт на два года с возможностью продления ещё на год. В первый сезон работы Лямуши «Ренн» занял 5-е место в чемпионате Франции и попал в Лигу Европы. В начале сезона 2018/19 клуб выступал очень слабо, одержав лишь четыре победы с августа по декабрь. В итоге 3 декабря 2018 года Лямуши был уволен с должности главного тренера «Ренна».
28 июня 2019 года Лямуши был назначен главным тренером английского клуба «Ноттингем Форест».

## Достижения
Как игрок
- Чемпион Франции (2): 1995/96, 1999/2000
- Обладатель Кубка Франции: 1995/96
- Обладатель Кубка Италии: 2001/02

Как тренер
- Обладатель Кубка наследного принца Катара: 2016